# Vigenjc
Vigenjc je kovačnica za ročno kovanje žebljev. Vigenjci so delovali pred približno 200 do 300 leti. Edini ohranjeni vigenjc v Sloveiji je vigenjc Vice v Kropi. V vigenjcu so kovali žeblje različne veikosti, od majhnih dvocentimeterskih žebljev do velikih meterskih žebljev. Življenje kovaških družin je bilo zelo naporno in dolgočasno. Zaradi slabih razmer so ljudje umirali že okoli tridesetega leta. Vstajali so že ob štirih zjutraj in se takoj odpravili na delo. Delo so končali ob osmih zvečer in prespali kar v kovačnici. Mame so kuhale kar med delom, zaradi česar so bili v hrani pogosto požgani deli železa. Obuti so bili v coklje brez nogavic, ker si jih niso mogli privoščiti. Bili so zelo malo oblečeni, Zato jih je pozimi zelo zeblo. Hlapi, ki jih je oddajal ogenj, so bili tudi zelo škodljivi, zaradi številnih slabih razmer so imeli pogosto težave z boleznimi in zgodnim umiranjem. V družinah so imeli zelo veliko otrok, zato so nekateri otroci umirali že okoli drugega leta, ker jih niso mogli preskrbeti. Delati so morali zelo hitro in brez prestanka, kajti če niso naredili dovolj žebljev v določenem času, niso dobili denarja, kar je pomenilo, da niso imeli hrane.